# Stridens skönhet och sorg
Stridens skönhet och sorg är en bok av Peter Englund utgiven år 2008, och inledningen på en serie om fem böcker som skildrar personer som upplevde första världskriget. Peter Englund har beskrivit verket som "ett experiment i historieskrivning – ett försök att se om det gick att skildra en stor historisk händelse helt och hållet underifrån, utan en övergripande berättelse, utan istället med ett flätverk av biografier."

## Stridens skönhet och sorg (2008)
I boken ges en bild av hur människorna upplevde första världskriget genom att läsaren får följa nitton verkliga personer. Det är en skildring av "den lilla historien". De 212 kapitlen är korta och omfattar två till fyra sidor och beskriver vad de olika personerna gjorde och upplevde under en dag. Kapitlen omfattar hela krigets skede – från augusti 1914 till november 1918. Englund har använt dagböcker, brev och memoarer som källor. 
Stridens skönhet och sorg har översatts till 21 språk. Till hundraårsminnet av krigets utbrott i augusti 2014 utkom en ny, reviderad och utökad version av boken på Natur & Kultur.

## Följande delar
- 2014 – Stridens skönhet och sorg 1914 – första världskrigets inledande år i 67 korta kapitel (Natur & Kultur, nyutgåva) ISBN 978-91-27-13976-3
- 2015 – Stridens skönhet och sorg 1915 – första världskrigets andra år i 108 korta kapitel (Natur & Kultur) ISBN 978-91-27-14053-0
- 2015 – Stridens skönhet och sorg 1916 – första världskrigets tredje år i 106 korta kapitel (Natur & Kultur) ISBN 978-91-27-14054-7
- 2017 – Stridens skönhet och sorg 1917 – första världskrigets fjärde år i 108 korta kapitel (Natur & Kultur) ISBN 978-91-27-14055-4
- 2018 – Stridens skönhet och sorg 1918 – första världskrigets femte år i 89 korta kapitel (Natur & Kultur) ISBN 978-91-27-14056-1

## Mottagande
”Med stor ömhet återger Peter Englund alla dessa krigets röster; soldater och sjukvårdare, konstnärer och småbarnsmammor, fältväblar och skolflickor. Man tvivlar aldrig på Englunds trohet mot källorna, men det vi läser är en gripande gripande kollektivroman, historieskrivning som skön litteratur.” – Expressen
“Det är en märklig och svindlande upplevelse … Effekten är häpnadsväckande när vi kastas från den ena fronten till den andra, från sjukhus till bombade städer, från kärleksbekymmer till plötslig död … Det är storslaget och humanistiskt.” – Helsingborgs Dagblad
“Peter Englund är en mästare i att fånga både tiden, människorna och skeendet.” – Upsala Nya Tidning
”Banbrytande på många sätt … ett mycket lyckat experiment som på ett gripande sätt förpassar läsaren till en svunnen tid där det fanns både glädje och framtidstro men också desperation och förtvivlan.” – Nerikes Allehanda